# Щекалюк Віктор Миколайович
Віктор Миколайович Щекалюк (нар. 17 лютого 1988, Первомайське, Миколаївська область) — український волейболіст, діагональний нападник, гравець литовського клубу «Амбер Воллей» (Гаргждай).

## Життєпис
Народжений 17 лютого 1988 року в селищі Первомайському Миколаївської области (нині Заводське, Україна).
Грав в українському клубі «Кримсода» з Красноперекопська (2002—2012). Наступними командами з України, у яких грав Віктор, були «Серце Поділля» (Вінниця, 2019—2020) та «Житичі» (Житомир, 2020—2021). Значну частину кар'єри виступав у зарубіжних клубах, першими з яких були російські «Динамо» (Калінінград, 2012—2012), «Кристал» (Воронеж, 2013—2014 тут його одноклубником був українець Євген Горчанюк), «Торпедо» (Челябінськ, 2015—2016). Сезон 2016—2017 розпочав у клубі Вищої ліги України «Заваїр» (Одеса), а продовжив у білоруському БАТЕ-БДУФК (2017). Опісля грав у складах казахстанського «Казхрому» (2017—2018, серед одноклубників — українець Андрій Левченко), білоруської «Енергії» (Гомель, 2018—2019). 
Зріст — 205 см

## Досягнення
- чемпіон Литви 2022,
- фіналіст Кубка України 2021[6]